# Xã Claridon, Quận Geauga, Ohio
Xã Claridon (tiếng Anh: Claridon Township) là một xã thuộc quận Geauga, tiểu bang Ohio, Hoa Kỳ. Năm 2010, dân số của xã này là 3.200 người.